# Benwee Geevraun Point
Benwee Geevraun Point är en udde i republiken Irland.   Den ligger i grevskapet Maigh Eo och provinsen Connacht, i den nordvästra delen av landet, 240 km väster om huvudstaden Dublin.
Terrängen inåt land är huvudsakligen kuperad, men åt sydväst är den platt. Havet är nära Benwee Geevraun Point åt nordost. Trakten runt Benwee Geevraun Point är nära nog obefolkad, med mindre än två invånare per kvadratkilometer. Närmaste större samhälle är Knocknalower, 18,3 km sydväst om Benwee Geevraun Point. Trakten runt Benwee Geevraun Point består i huvudsak av gräsmarker.